# Perpella
Perpella o Parpellà és un despoblat i antic terme del municipi d'Estopanyà (Ribagorça), a la Franja de Ponent. Era emplaçat al capdamunt de la serra de Parpellà, molt espadada, que forma la paret occidental del congost de Canelles, a la Noguera Ribagorçana, a llevant del terme.
Queden restes de les cases, el castell de Perpella sobre un penyal, i un temple, dels que es desconeix el motiu del despoblament. El castello de la Perpella és documentat l’any 1094, quan era en poder de Galceran Erimany i formava part del terme del castell de Soriana. A mitjan segle XVI l’indret de Perpella consta encara com a lloc de senyoria laica, integrat dins el comtat de Ribagorça.